# Karwi Mafi
Karwi Mafi es  una ciudad censal situado en el distrito de Chitrakoot en el estado de Uttar Pradesh (India). Su población es de 9024 habitantes (2011). 

## Demografía
Según el  censo de 2011 la población de Karwi Mafi era de 9024 habitantes, de los cuales 4775 eran hombres y 4249 eran mujeres. Karwi Mafi tiene una tasa media de alfabetización del 79,14%, superior a la media estatal del 67,68%: la alfabetización masculina es del 88,33%, y la alfabetización femenina del 68,91%.